# Troian Bellisario
Troian Avery Bellisario (Los Angeles, Kalifornija, SAD, 28. listopada 1985.), američka je glumica. Najpoznatija je po ulozi Spencer Hastings u TV seriji Slatke male lažljivice

## Životopis
Bellisario je talijanskog, engleskog, francuskog i afričko-američkog porijekla. Diplomirala je na Sveučilištu Južne Kalifornije (University of Southern California).Trenutno je u vezi s glumcem Patrickom J. Adamsom. Upoznali su se 2010. godine na snimanju serije Slatke male lažljivice.

## Karijera
Bellisario je prvu filmsku ulogu odradila već u trećoj godini života, u trileru Last Rites iz 1988. godine. Od 1990. do 2007. godine je glumila TV serijama Quantum Leap, Tequila and Bonetti, JAG, First Monday i NCIS, koje je producirao njezin otac Donald Bellisario. 1998. je glumila uz Mary-Kate i Ashley Olsen u filmu Billboard Dad. 2006. godine je glumila u nekoliko kratkih filmova: Unspoken, Archer House i Intersect. U studenom 2009. je izabrana za jednu od glavnih glumica u TV seriji Slatke male lažljivice, koja se snima po istoimenoj seriji knjiga Sare Shepard.